# Финансовые учреждения
Фина́нсовые институ́ты — организации, работающие в финансово-кредитной системе. 
В трактовке западной экономической традиции, финансовые институты являются посредниками между инвесторами (домохозяйствами) и предпринимателями (потребителями инвестиций).

## Типы финансовых институтов
- Коммерческий банк (универсальные и специализированные)
  - коммерческий банк;
  - инвестиционный банк;
  - ипотечный банк;
- Небанковская кредитная организация:
  - ломбард;
  - кредитное товарищество;
  - кредитный кооператив (кредитный союз);
  - общество взаимного кредита (касса взаимопомощи);
  - страховая компания;
  - негосударственный пенсионный фонд;
  - финансовые компании;
- Инвестиционные институты:
  - инвестиционная компания и инвестиционный фонд;
  - фондовая биржа;
  - инвестиционные дилеры и брокеры.